# Asparagus horridus
Asparagus horridus — вид рослин із родини холодкових (Asparagaceae).

## Біоморфологічна характеристика
Стебла до 60 см, розгалужені, дерев'янисті. Стебла і гілки з численними ребрами, зелені. Шпора 0.5–2 мм, колюча. Кладодії розміром (10)15–55 x (0.8)1–1.6(2) мм, поодинокі, рідко в пучках по 2–3, помітно колючі. Вузли з 2–6(8) квітками. Квітконіжки 1–3(5) мм, з 0–2 приквітками біля основи, зчленовані у верхній або нижній половині. Листочки оцвітини 3.5–4 мм. Ягоди 5.5–8 мм, чорні, з 1–4 насінинами. 2n = 20.

## Середовище проживання
Росте у Середземномор'ї — Алжир, Балеарські острови, Канарські острови, Кіпр, Східні Егейські острови, Єгипет, Греція, країни Перської затоки, Італія, Крит, Ліван-Сирія, Лівія, Марокко, Палестина, Сардинія, Саудівська Аравія, Сицилія, Синай, Іспанія, Туніс.

## Використання
Молоді пагони їстівні.